# Tutuksuk River
Der Tutuksuk River ist ein 95 km langer rechter Nebenfluss des Kobuk River im Westen des US-Bundesstaats Alaska. 

## Verlauf
Seine Quelle liegt an der Südflanke der Baird Mountains, einem Gebirgszug der Brookskette, an der Grenze des Kobuk-Valley-Nationalparks zum Noatak National Preserve. Er fließt am Oberlauf zunächst in westlicher, dann in südlicher Richtung und mündet zwischen Kaliguricheark River und Salmon River in den Kobuk River, der über den Kotzebue-Sund zur Tschuktschensee, einem Randmeer des Arktischen Ozeans, fließt.